# Ocoroni
Ocoroni, pleme američkih Indijanaca iz sjeverozapadnog Meksika s istoimene rijeke, pritoci Sinaloe. O Ocoronima se malo toga zna. Mason i Johnson klasificiraju ih u jednu grupu s Nío i Huite Indijancima i dalje u skupinu Taracahitian, porodica Juto-Asteci. O njima postoji 35 fotografija koje je učinio izvjesni Rafael Garca, donirane institutu  'Instituto Nacional de Antropologa e Historia photographic archives' . Godine 1903, Fortunato Hernández i Ricardo E. Cicero napisali su o njima članak 'The Ocoroni Indians' u  'Memoirs of the American Museum of Natural History'  3(3):234-243.
Pleme Ocoroni, po svoj je prilici nestalo 1970.